# Zusters van Don Bosco
De Zusters van Don Bosco (afgekort ZDB) ofwel Dochters van Maria Hulp der Christenen vormen een rooms-katholieke zustercongregatie, behorende tot de salesianen.

## Geschiedenis

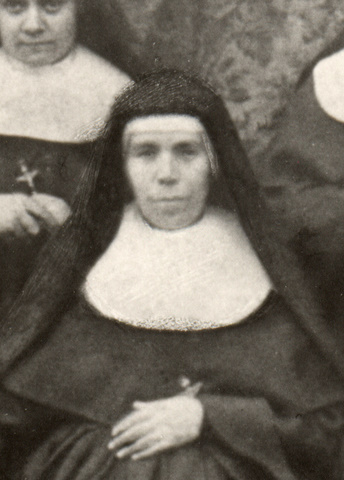
De H. Maria Mazzarello, stichteres van de orde

De congregatie werd in 1872 opgericht door Don Bosco en Maria Domenica Mazzarello (1837-1881) onder de naam: Dochters van Maria Hulp der Christenen, naar de Mariatitel: Maria Hulp der Christenen (Latijn: Auxilium Christianorum). Maria Domenica Mazzarello begon omstreeks 1864 met pastoraal werk onder jonge meisjes in Mornese, waar ze een naaischooltje opzette. Daar ontmoette ze Don Bosco. Deze vroeg haar uiteindelijk om een congregatie op te richten die "voor de meisjes zou doen wat hij en zijn salesianen voor de jongens deden". Aldus ontstond de vrouwelijke tak van de salesianen. De Zusters van Don Bosco hebben in tal van plaatsen meisjesscholen hebben gesticht.
In 1874 werd het eerste huis geopend in Borgo San Martino. In 1877 volgde een huis in Nice en in Uruguay. Het eerste Belgische huis werd in 1891 geopend in Luik, waar de zusters zich vestigden op uitnodiging van bisschop Doutreloux. Het eerste Vlaamse huis startte in 1903 in Lippelo. Aanvankelijk hingen de Belgische kloosters af van de Franse provincie, vervolgens van de Engelse, voor er een eigen Belgische provincie werd opgericht. Deze werd op 24 augustus 1969 gesplitst in een Vlaamse, een Waalse en een Congolese provincie. Zuster Agnes Deraeve was de eerste overste van de Vlaamse provincie.

## Doel
Van bij aanvang richtte de congregatie zich op de opvoeding van jongeren, vooral van kansarme jongeren. Aanvullend richt de orde zich ook op het verbeteren van de positie van de vrouw in de samenleving.

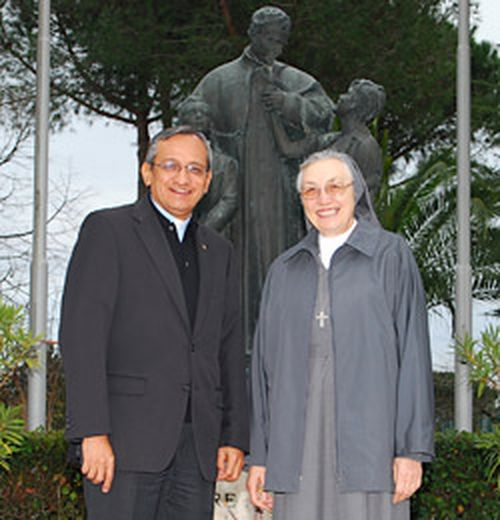
Zuster Yvonne Reungoat, generale overste van de orde, in 2010, samen met Pascual Chávez, van 2002 tot 2014 overste van de Salesianen

## Verbreiding
In Nederland heeft de congregatie geen kloosters meer. In Nijmegen was een klooster gevestigd.

### België
De Vlaamse en Franstalige kloosters van België vormen twee afzonderlijke provincies binnen de orde. Het Franstalige provincialaat bevindt zich in Brussel, het Vlaamse in Groot-Bijgaarden. Sinds 2014 is zuster Hilde Uyttersprot de Vlaamse provinciale overste. Begin 2018 waren er in Vlaanderen 74 Zusters van Don Bosco, van wie een 25-tal actief in hun huizen, scholen en internaten betrokken zijn, verspreid over 8 gemeenschappen. 
Naast in Groot-Bijgaarden zijn er in Vlaanderen gemeenschappen in Boxbergheide, Brugge (voor thuisloze vrouwen), Heverlee (vormingshuis), Kortrijk en Wijnegem. In Kortrijk en Wijnegem zijn ook rusthuizen voor bejaarde zusters van de congregatie.

### Wereldwijd
Begin 2015 waren er wereldwijd 13.000 zusters en 315 novicen aangesloten bij de congregatie. Hiermee zijn de Zusters van Don Bosco de grootste vrouwelijke congregatie ter wereld. De generale overste van de orde is zuster Yvonne Reungoat. Zij is afkomstig van Bretagne en werd in oktober 2008 als eerste niet-Italiaanse overste verkozen. In oktober 2014 werd ze voor een tweede termijn herverkozen. Zij is de negende opvolgster van Maria Domenica Mazzarello.

## Algemene oversten
Na de stichteres Maria Domenica Mazzarello waren er tot op heden negen algemene oversten:
1. Maria Domenica Mazzarello (1872-1881)
2. Caterina Daghero (1881-1924)
3. Luisa Vaschetti (1924-1943)
4. Ermelinda Lucotti (1943-1957)
5. Angela Vespa (1958-1969)
6. Ersilia Canta (1969-1981)
7. Rosetta Marchese (1981-1984)
8. Marinella Castagno (1984-1996)
9. Antonia Colombo (1996-2008)
10. Yvonne Reungoat (2008-heden)

## Zusters met een bijzondere erkenning
Enkele zusters kregen van de paus een bijzondere erkenning of titel.

### Heilig
- De stichteres van de congregatie, Maria Domenica Mazzarello, werd op 21 november 1938 zalig verklaard door paus Pius XI en op 24 juni 1951 heilig verklaard door paus Pius XII.

### Zalig
- Zuster Magdalena Morano (1847-1908) werd op 5 november 1994 zalig verklaard door paus Johannes Paulus II.
- Zuster Maria Troncatti (1883-1969) werd op 24 november 2012 zalig verklaard door paus Benedictus XVI.
- Zuster Carmen Moreno Benítez (1885-1936) werd op 11 maart 2001 zalig verklaard door paus Johannes Paulus II.
- Zuster Amparo Carbonell Muñoz (1893-1936) werd op 11 maart 2001 zalig verklaard door paus Johannes Paulus II.
- Zuster Eusebia Palomino Yenes (1899-1935) werd op 24 april 2004 zalig verklaard door paus Johannes Paulus II.
- Zuster Maria Romero Meneses (1902-1977) werd op 14 april 2002 zalig verklaard door paus Johannes Paulus II. Zij was de eerste Centraal-Amerikaanse die zalig werd verklaard.

### Eerbiedwaardig
- Zuster Laura Meozzi (1873-1951) werd op 27 juni 2011 eerbiedwaardig verklaard door paus Benedictus XVI.[8]
- Zuster Teresa Valse Pantellini (1878-1907) werd op 12 juli 1982 eerbiedwaardig verklaard door paus Johannes Paulus II.

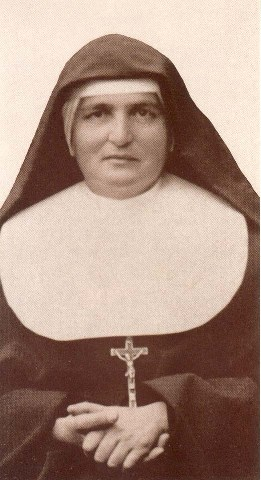
De zalige Magdalena Morano
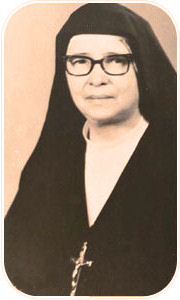
De zalige María Romero Meneses